# Rugby-Union-Südamerikameisterschaft 2017
Die Rugby-Union-Südamerikameisterschaft 2017 (spanisch Sudamericano de Rugby 2017) der Division A war die 39. Ausgabe der südamerikanischen Kontinentalmeisterschaft in der Sportart Rugby Union. Beteiligt waren die Nationalmannschaften von Brasilien, Chile, Paraguay und Uruguay, während Argentinien auf die Teilnahme verzichtete. Es gab keinen festen Austragungsort, stattdessen musste jede Mannschaft mindestens ein Auswärtsspiel bestreiten. Den Titel des Südamerikameisters holte zum vierten Mal Uruguay.
Im selben Jahr fand der Wettbewerb der Division B statt, der drei weitere Nationalteams aus Kolumbien, Peru und Venezuela umfasste. Am Turnier der Division C beteiligten sich die Nationalmannschaften von Costa Rica, Guatemala, Nicaragua und Panama.

## Division A

### Vorqualifikation
Im November 2016 wurde ein Qualifikationsspiel zwischen dem Viertplatzierten der Division A 2016 und dem Sieger der Division B 2016 um den vierten Startplatz ausgetragen. Paraguay setzte sich gegen Kolumbien durch und verblieb somit in der Division A.
| 19. November 2016 | Paraguay | 39 : 27 | Kolumbien | Estadio Héroes de Curupaytí, Luque |
| 19. November 2016 | Bericht  |         |           | Estadio Héroes de Curupaytí, Luque |

### Tabelle
Für einen Sieg gab es drei Punkte, für ein Unentschieden einen Punkt, bei einer Niederlage null Punkte.
|    | Land      | Spiele | Siege | Unent. | Ndlg. | Spiel- punkte | Diff. | Tabellen- punkte |
| -- | --------- | ------ | ----- | ------ | ----- | ------------- | ----- | ---------------- |
| 1. | Uruguay   | 3      | 3     | 0      | 0     | 113:57        | + 56  | 9                |
| 2. | Chile     | 3      | 2     | 0      | 1     | 92:44         | + 48  | 6                |
| 3. | Brasilien | 3      | 1     | 0      | 2     | 94:62         | + 32  | 3                |
| 4. | Paraguay  | 3      | 0     | 0      | 3     | 32:168        | − 136 | 0                |

### Ergebnisse
| 13. Mai 2017 15:15 UTC−4 | Paraguay                                              | 19 : 45        | Uruguay                                                                    | Estadio Héroes de Curupaytí, Luque Schiedsrichter: Pali Deluca (Argentinien) |
| 13. Mai 2017 15:15 UTC−4 | Versuche: Gayoso Mauger Sitjar Erhöhungen: Gayoso (2) | (0:33) Bericht | Versuche: Espiga Mieres (3) Soto (2) Strafversuch Erhöhungen: Albanell (4) | Estadio Héroes de Curupaytí, Luque Schiedsrichter: Pali Deluca (Argentinien) |

| 13. Mai 2017 15:45 UTC−3 | Chile                                                                 | 15 : 10        | Brasilien                                                        | Estadio Municipal de La Pintana, Santiago de Chile Schiedsrichter: Joaquin Montes (Uruguay) |
| 13. Mai 2017 15:45 UTC−3 | Versuche: Dussaillant Velarde Erhöhungen: Urroz Straftritte: González | (8:10) Bericht | Versuche: van Niekerk Erhöhungen: M. Duque Straftritte: M. Duque | Estadio Municipal de La Pintana, Santiago de Chile Schiedsrichter: Joaquin Montes (Uruguay) |

| 20. Mai 2017 15:30 UTC−3 | Uruguay                                                                                               | 41 : 27         | Brasilien                                                                                             | Estadio Charrúa, Montevideo Schiedsrichter: Juan Sylvestre (Argentinien) |
| 20. Mai 2017 15:30 UTC−3 | Versuche: Gaminara Lamanna Leivas (2) Strafversuch Erhöhungen: Berchesi (4) Straftritte: Berchesi (2) | (27:10) Bericht | Versuche: D. Sancery da Ros M. Duque Erhöhungen: M. Duque (3) Straftritte: M. Duque Dropgoals: Reeves | Estadio Charrúa, Montevideo Schiedsrichter: Juan Sylvestre (Argentinien) |

| 20. Mai 2017 15:45 UTC−4 | Chile                                                                                     | 66 : 7         | Paraguay                            | Estadio Municipal de La Pintana, Santiago de Chile Schiedsrichter: Henrique Platais (Brasilien) |
| 20. Mai 2017 15:45 UTC−4 | Versuche: Brangier (2) Larenas (3) Munita Silva Soto (2) Velarde Erhöhungen: González (8) | (54:7) Bericht | Versuche: Gayoso Erhöhungen: Gayoso | Estadio Municipal de La Pintana, Santiago de Chile Schiedsrichter: Henrique Platais (Brasilien) |

| 26. Mai 2017 21:00 UTC−3 | Brasilien | 57 : 6         | Paraguay            | Estádio do Pacaembu, São Paulo Schiedsrichter: Damian Schneider (Argentinien) |
| 26. Mai 2017 21:00 UTC−3 | Versuche: Daniel (2) L. Duque Giantorno Reeves Rosetti D. Sancery F. Sancery Erhöhungen: M. Duque (7) Straftritte: M. Duque | (17:6) Bericht | Straftritte: Gayoso | Estádio do Pacaembu, São Paulo Schiedsrichter: Damian Schneider (Argentinien) |

| 27. Mai 2017 15:30 UTC−3 | Uruguay                                                                            | 27 : 11        | Chile                                              | Estadio Charrúa, Montevideo Schiedsrichter: Federico Anselmi (Argentinien) |
| 27. Mai 2017 15:30 UTC−3 | Versuche: Berchesi Leivas Silva Erhöhungen: Berchesi (3) Straftritte: Berchesi (2) | (20:0) Bericht | Versuche: de la Fuente Straftritte: González Urroz | Estadio Charrúa, Montevideo Schiedsrichter: Federico Anselmi (Argentinien) |

## Division B

### Tabelle
Für einen Sieg gab es drei Punkte, für ein Unentschieden einen Punkt, bei einer Niederlage null Punkte.
|    | Land      | Spiele | Siege | Unent. | Ndlg. | Spiel- punkte | Diff. | Tabellen- punkte |
| -- | --------- | ------ | ----- | ------ | ----- | ------------- | ----- | ---------------- |
| 1. | Kolumbien | 2      | 2     | 0      | 0     | 103:18        | + 85  | 6                |
| 2. | Venezuela | 2      | 1     | 0      | 1     | 48:74         | − 26  | 3                |
| 3. | Peru      | 2      | 0     | 0      | 2     | 24:83         | − 59  | 0                |

### Ergebnisse
| 7. Oktober 2017 | Peru | 3 : 50 | Kolumbien | Fundo La Querencia, Lima |
| 7. Oktober 2017 |      |        |           | Fundo La Querencia, Lima |

| 14. Oktober 2017 | Peru | 21 : 33 | Venezuela | Fundo La Querencia, Lima |
| 14. Oktober 2017 |      |         |           | Fundo La Querencia, Lima |

| 21. Oktober 2017 | Kolumbien | 53 : 15 | Venezuela | Estadio Municipal, Guarne |
| 21. Oktober 2017 |           |         |           | Estadio Municipal, Guarne |

## Division C

### Tabelle
Für einen Sieg gab es drei Punkte, für ein Unentschieden einen Punkt, bei einer Niederlage null Punkte.
|    | Land       | Spiele | Siege | Unent. | Ndlg. | Spiel- punkte | Diff. | Tabellen- punkte |
| -- | ---------- | ------ | ----- | ------ | ----- | ------------- | ----- | ---------------- |
| 1. | Costa Rica | 3      | 2     | 1      | 0     | 161:20        | + 141 | 7                |
| 2. | Guatemala  | 3      | 2     | 1      | 0     | 130:32        | + 98  | 7                |
| 3. | Nicaragua  | 3      | 1     | 0      | 2     | 72:151        | − 79  | 3                |
| 4. | Panama     | 3      | 0     | 0      | 3     | 46:206        | − 160 | 0                |

### Ergebnisse
| 27. August 2017 | Costa Rica | 91 : 5 | Panama | Liceo Franco Costarricense, Tres Ríos |
| 27. August 2017 |            |        |        | Liceo Franco Costarricense, Tres Ríos |

| 27. August 2017 | Guatemala | 57 : 19 | Nicaragua | Liceo Franco Costarricense, Tres Ríos |
| 27. August 2017 |           |         |           | Liceo Franco Costarricense, Tres Ríos |

| 30. August 2017 | Costa Rica | 58 : 7 | Nicaragua | Liceo Franco Costarricense, Tres Ríos |
| 30. August 2017 |            |        |           | Liceo Franco Costarricense, Tres Ríos |

| 30. August 2017 | Guatemala | 65 : 5 | Panama | Liceo Franco Costarricense, Tres Ríos |
| 30. August 2017 |           |        |        | Liceo Franco Costarricense, Tres Ríos |

| 2. September 2017 | Costa Rica | 8 : 8 | Guatemala | Liceo Franco Costarricense, Tres Ríos |
| 2. September 2017 |            |       |           | Liceo Franco Costarricense, Tres Ríos |

| 2. September 2017 | Nicaragua | 46 : 36 | Panama | Liceo Franco Costarricense, Tres Ríos |
| 2. September 2017 |           |         |        | Liceo Franco Costarricense, Tres Ríos |